# 袁坊乡
袁坊乡，是中华人民共和国河南省開封市祥符区下辖的一个乡镇级行政单位。

## 行政区划
袁坊乡下辖以下地区：
袁坊村、毛庄村、周场村、张吴砦村、王奄村、魏湾村、南北店村、付东村、孙岳砦村、军张楼村、袁坊徐庄村、袁坊方庄村、前孙付庄村、后孙付庄村、李祥庄村、王段庄村、府君寺村、米场村和付西村。